# Федеральні правила апеляційної процедури США

Федеральні правила апеляційного судочинства (офіційне скорочення Fed. R. App. P.; розмовна назва FRAP) - це набір правил, прийнятих Верховним судом США за рекомендацією консультативного комітету, які регулюють процедури розгляду справ в апеляційних судах Сполучених Штатів.

## Передумови
Федеральний апеляційний процесуальний кодекс був прийнятий у 1967 році й з того часу до нього регулярно вносяться зміни. До 1967 року деякі аспекти апеляційного провадження регулювалися Федеральним цивільним процесуальним кодексом.
На додаток до цих правил, процедура в апеляційних судах регулюється чинним законодавством (зокрема, Розділом 28 Кодексу Сполучених Штатів Америки) та місцевими правилами, прийнятими кожним окремим судом. Багато з цих місцевих правил містять посилання на Федеральні правила апеляційного судочинства.

## Зовнішні посилання
- Federal Rules of Appellate Procedure Адаптована для мобільних пристроїв версія правил
- Federal Rules of Appellate Procedure від Legal Information Institute[en]